# Смагино (Нижегородская область)
Смагино — село в Бутурлинском районе Нижегородской области. Входит в состав городского поселения рабочий посёлок Бутурлино.
Село располагается на правом берегу реки Пьяны.
В селе расположено отделение Почты России (индекс 607430).
Родина Героя Советского Союза Николая Васильевича Сутягина.